# Lemairegisa argentilinea
Lemairegisa argentilinea är en fjärilsart som beskrevs av Druce 1909. Lemairegisa argentilinea ingår i släktet Lemairegisa och familjen tandspinnare. Inga underarter finns listade i Catalogue of Life.